# St. Remigius (Lappach)

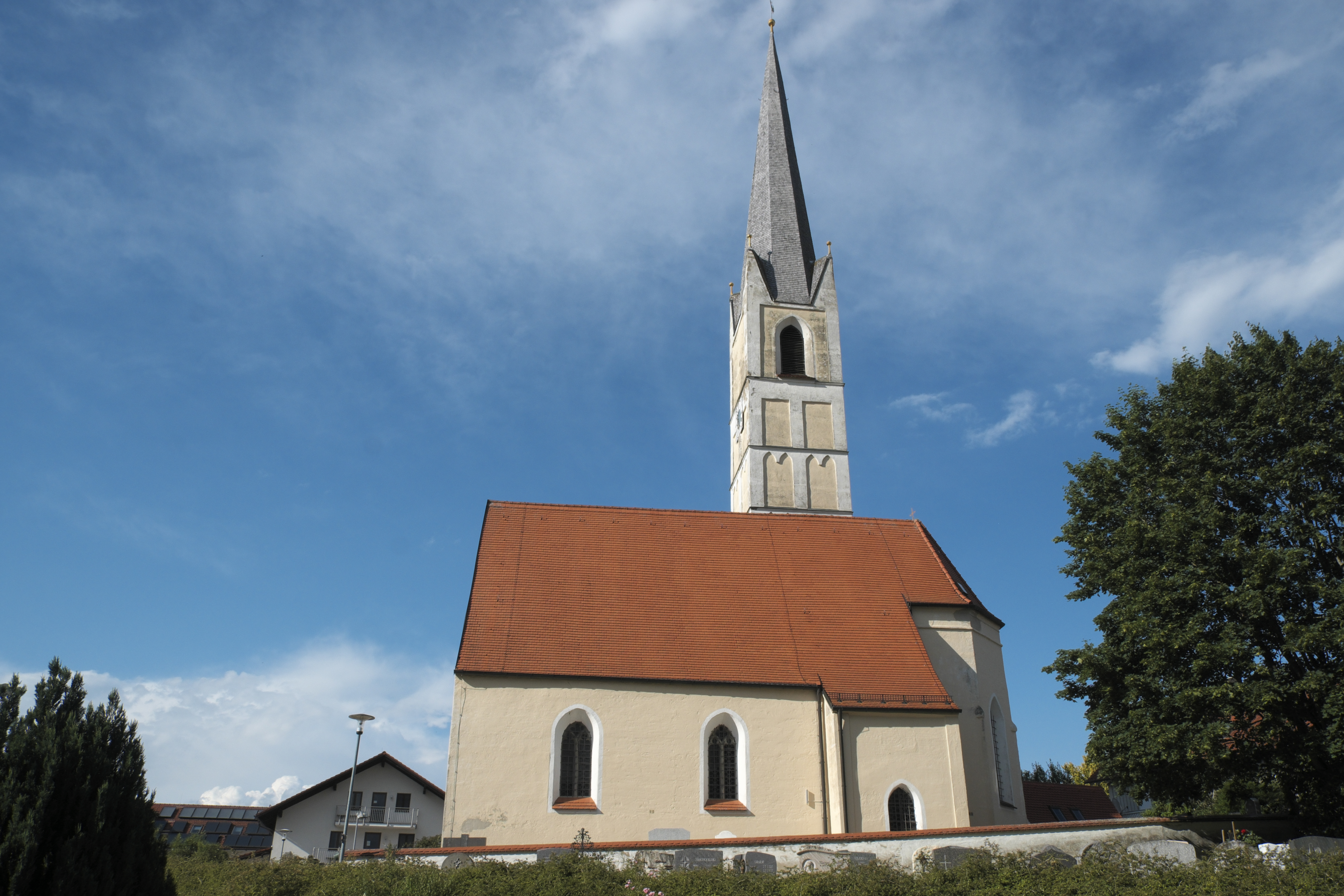
Filialkirche St. Remigius

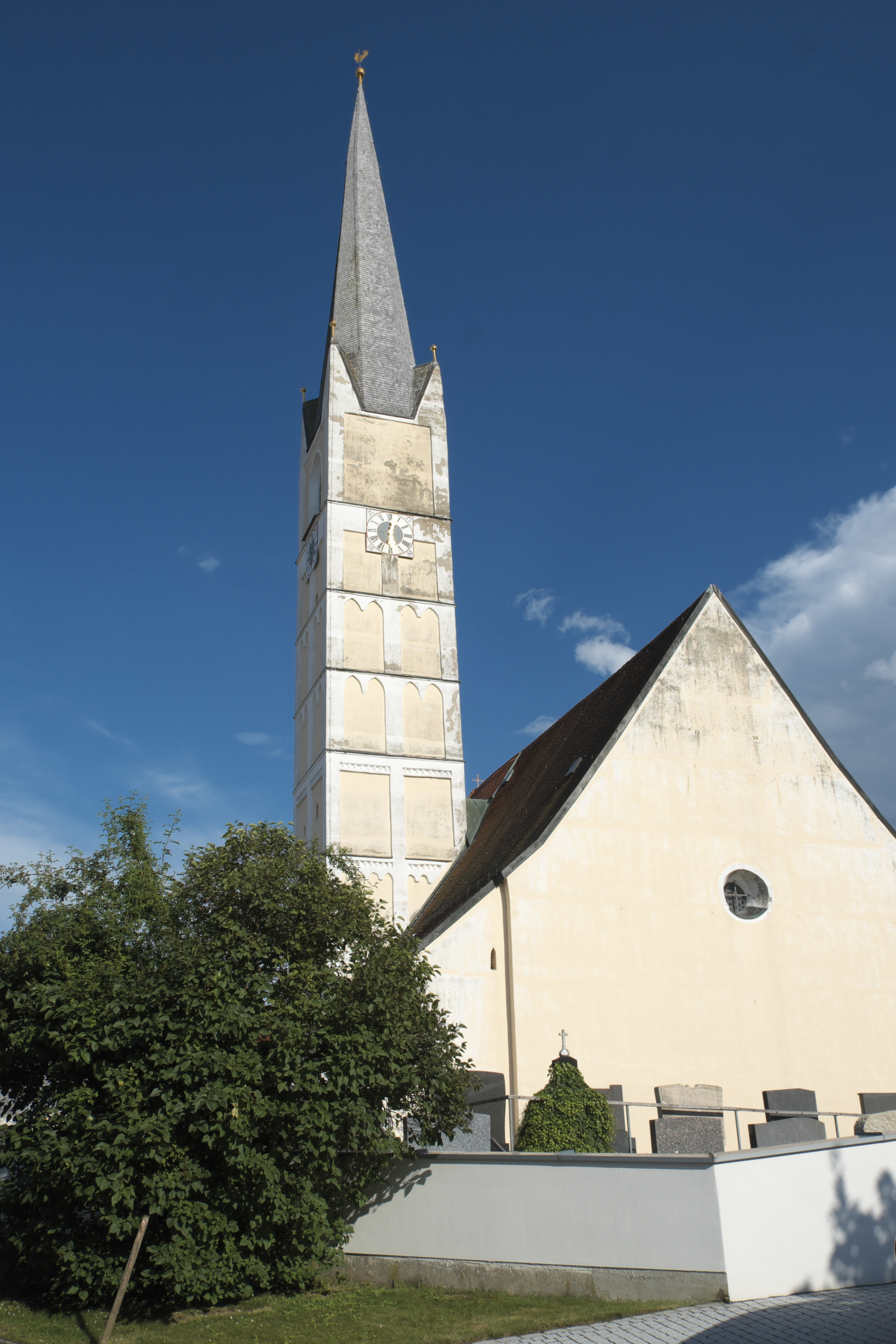
Ansicht von Osten

Die katholische Filialkirche St. Remigius in Lappach, einem Ortsteil der Gemeinde Sankt Wolfgang im oberbayerischen Landkreis Erding, ist ein spätgotischer Kirchenbau aus dem 15. Jahrhundert. Die Kirche ist dem heiligen Remigius geweiht, dem Bischof von Reims im 5./6. Jahrhundert, der nach der Überlieferung um das Jahr 500 den Merowingerkönig Chlodwig I. taufte und damit die Christianisierung der Franken einleitete. Im Chor der Kirche sind Wandmalereien aus der Bauzeit erhalten. Die Remigiuskirche gehört zu den geschützten Baudenkmälern in Bayern.

## Geschichte
Die heutige Kirche wurde um 1420 an der Stelle eines Vorgängerbaus errichtet, dessen Entstehung bis ins 8. oder 9. Jahrhundert zurückgeführt wird. Die Vorgängerkirche wurde vermutlich während des Ochsenkrieges, der Auseinandersetzung zwischen Heinrich XVI., dem Herzog von Bayern-Landshut, und der Grafschaft Haag, zerstört. Nach 1467 erfolgte die Einwölbung des Innenraums.

## Architektur

### Außenbau
Im nördlichen Chorwinkel steht der auffallend hohe, durch Gesimse, Blendfelder und Bogenfriese gegliederte Turm, der von Eckaufsätzen und einem Spitzhelm bekrönt wird. Die unteren Stockwerke gehen noch auf den romanischen Vorgängerbau zurück.

### Innenraum
Der Innenraum besteht aus einem einschiffigen Langhaus und einem stark eingezogenen, polygonal geschlossenen Chor. Langhaus und Chor werden von Netzgewölben gedeckt, deren Rippen auf Konsolen aufliegen. Die Gewölbeschlusssteine sind mit Wappen und der Darstellung von zwei Bischöfen verziert. Das Langhaus gliedern tief eingeschnittene Wandpfeiler mit vorgelegten Diensten, zwischen denen sich kapellenartige Räume mit Spitzbogenarkaden und Netzgewölben öffnen. Die Scheidbögen liegen auf Konsolen auf, die als Büsten mit Spruchbändern in den Händen skulptiert sind.

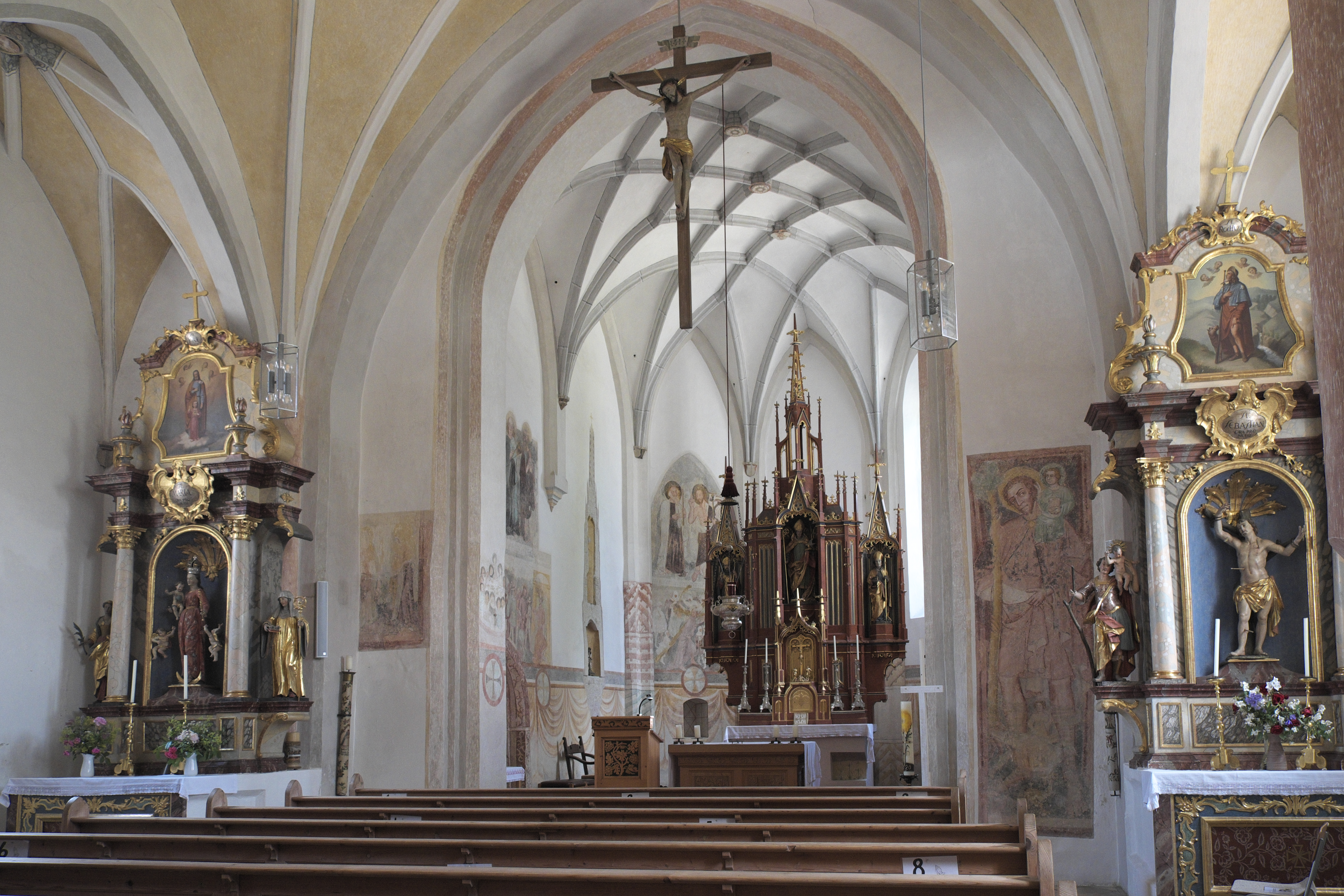
Innenraum
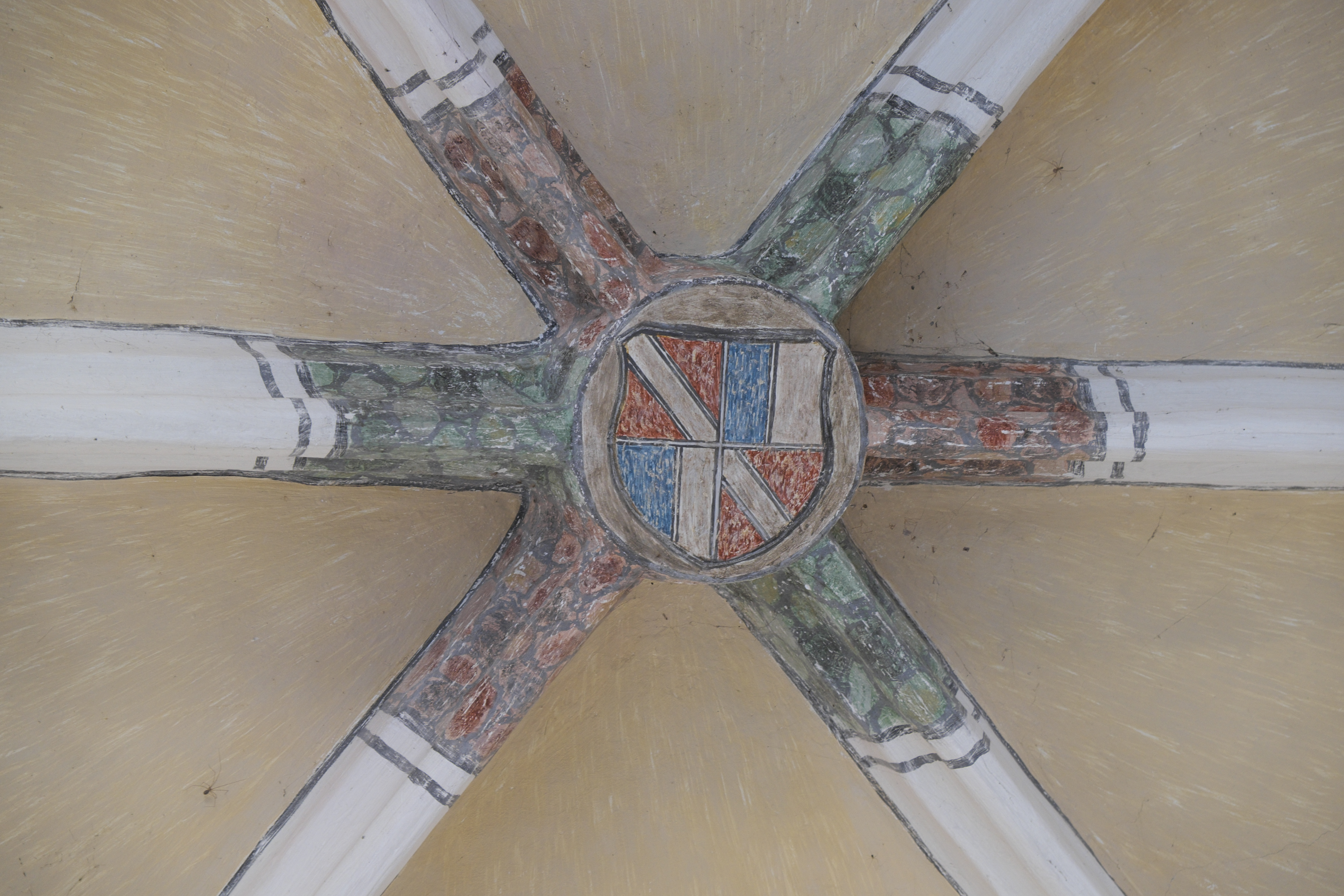
Schlussstein mit Wappen
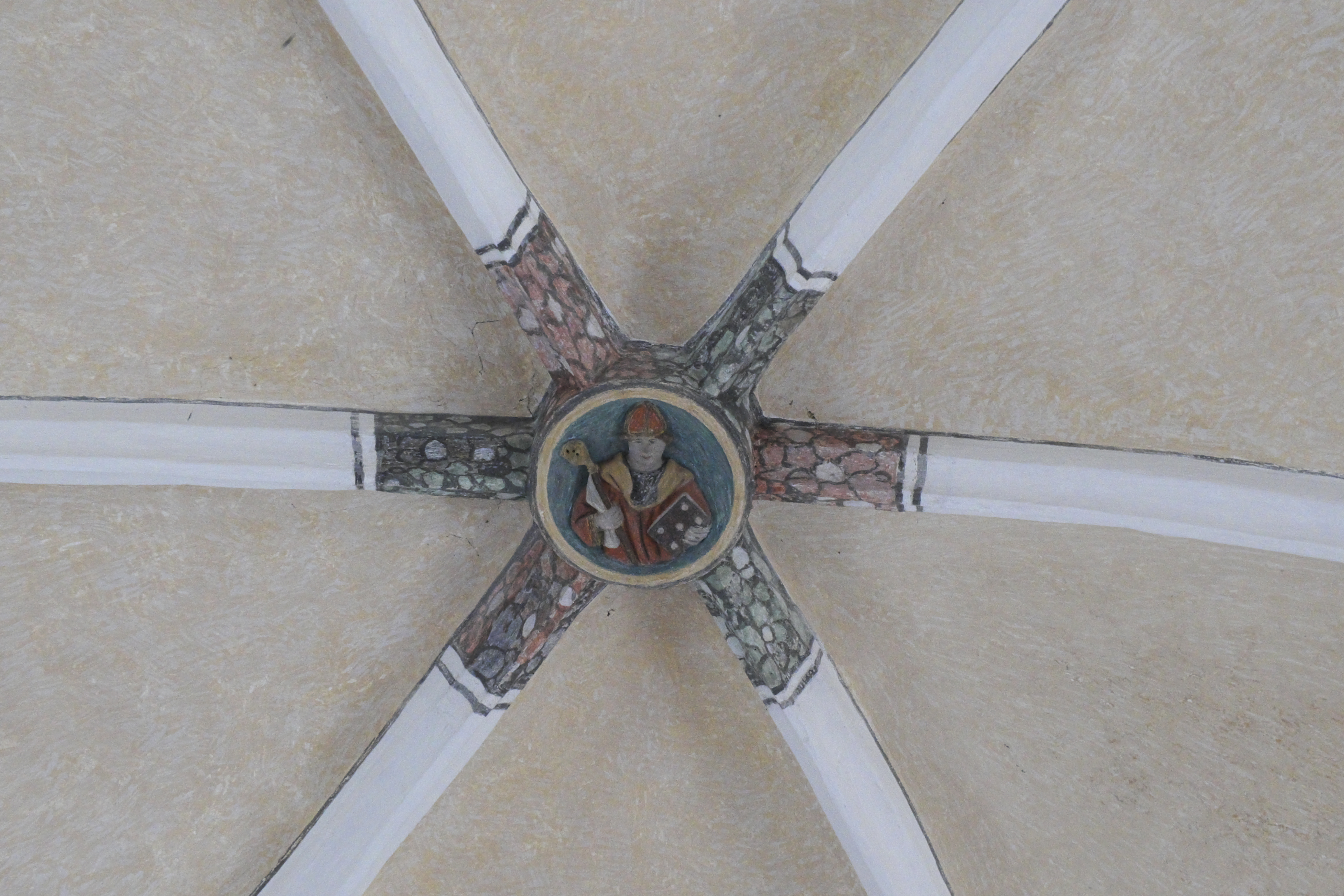
Schlussstein mit der Darstellung eines Bischofs
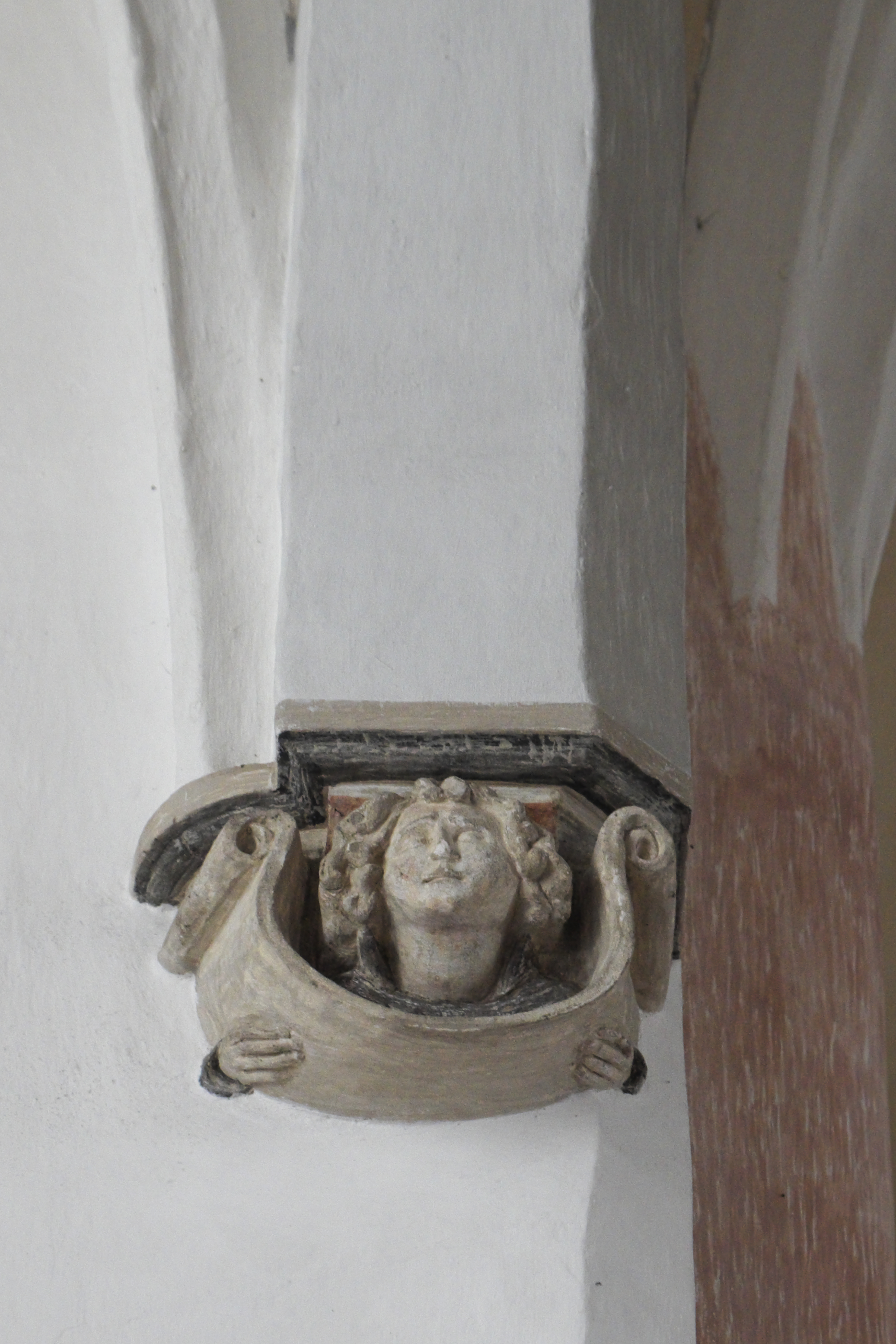
Kopfkonsole

## Wandmalereien

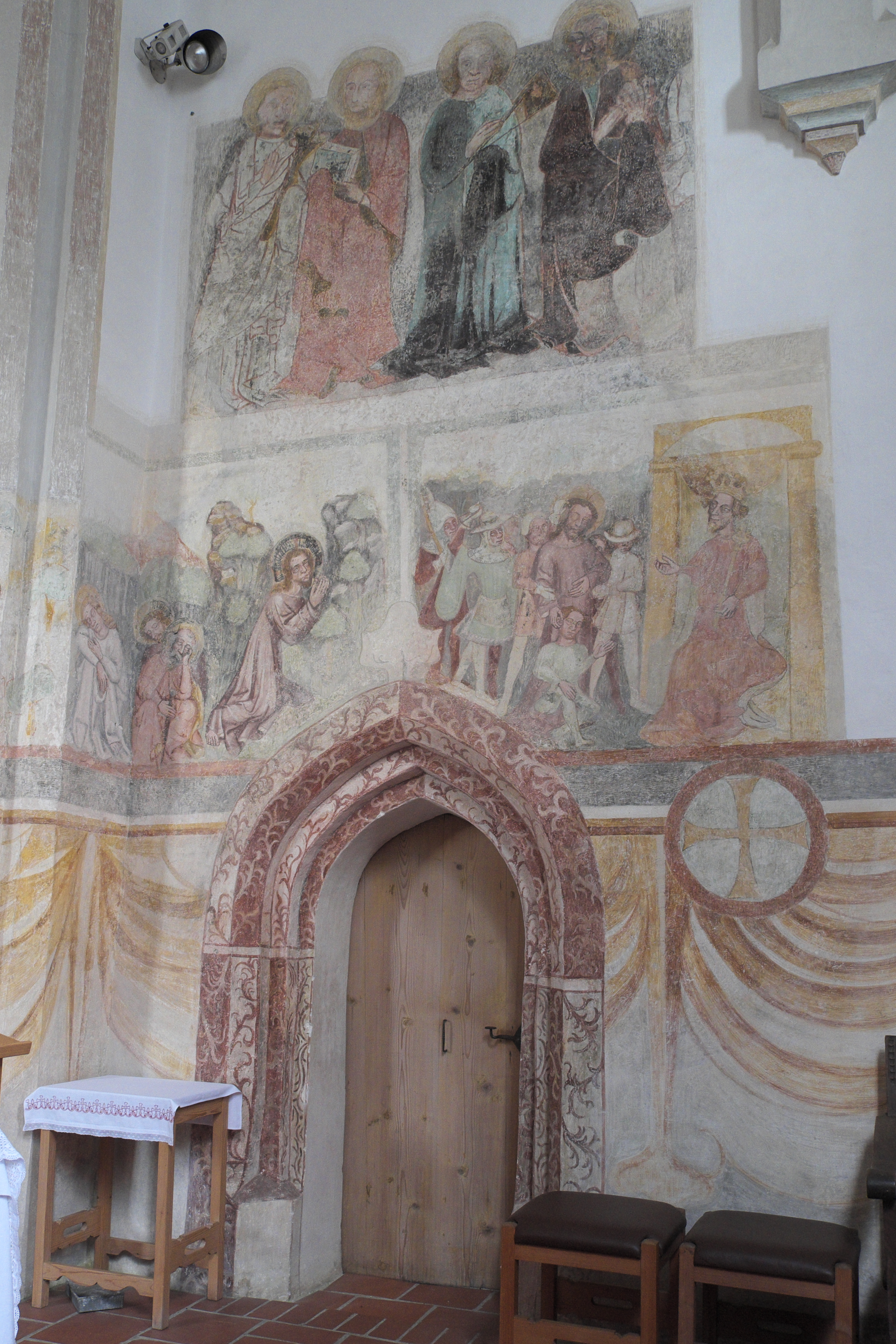
Wandmalereien im Chor

Die spätgotischen Wandmalereien im Chor wurden 1939 und 1971 freigelegt. Der untere Teil der Wand ist mit einer umlaufenden Vorhangdraperie bemalt. In den darüber liegenden Bildstreifen sind Szenen der Passion dargestellt: Jesus am Ölberg, Gefangennahme und Verhör Jesu, Jesus trägt das Kreuz, Jesus erscheint nach seiner Auferstehung dem Apostel Thomas. Die Tür zum Turm wird von einer Rankenmalerei umrahmt.

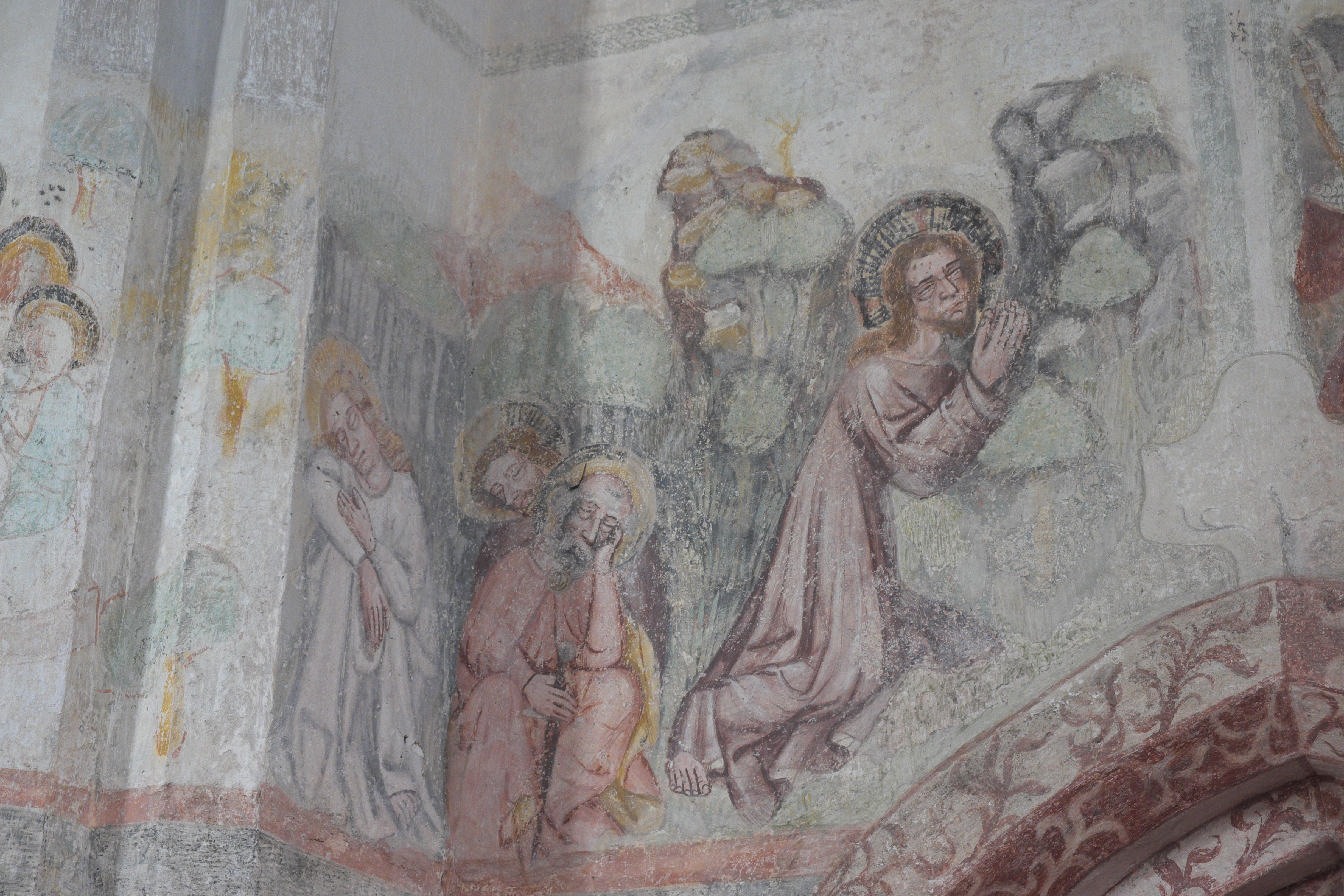
Jesus am Ölberg
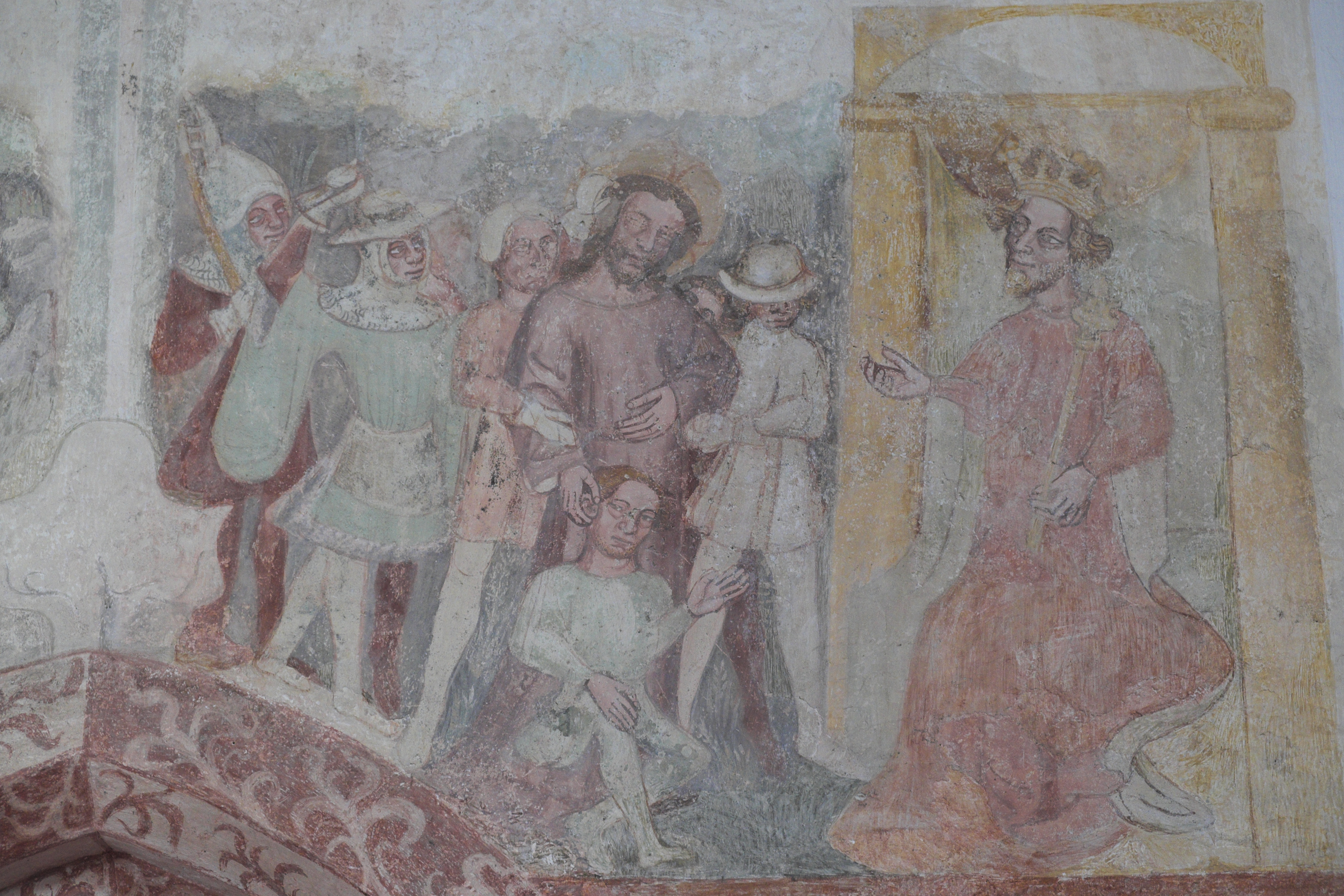
Gefangennahme und Verhör Jesu
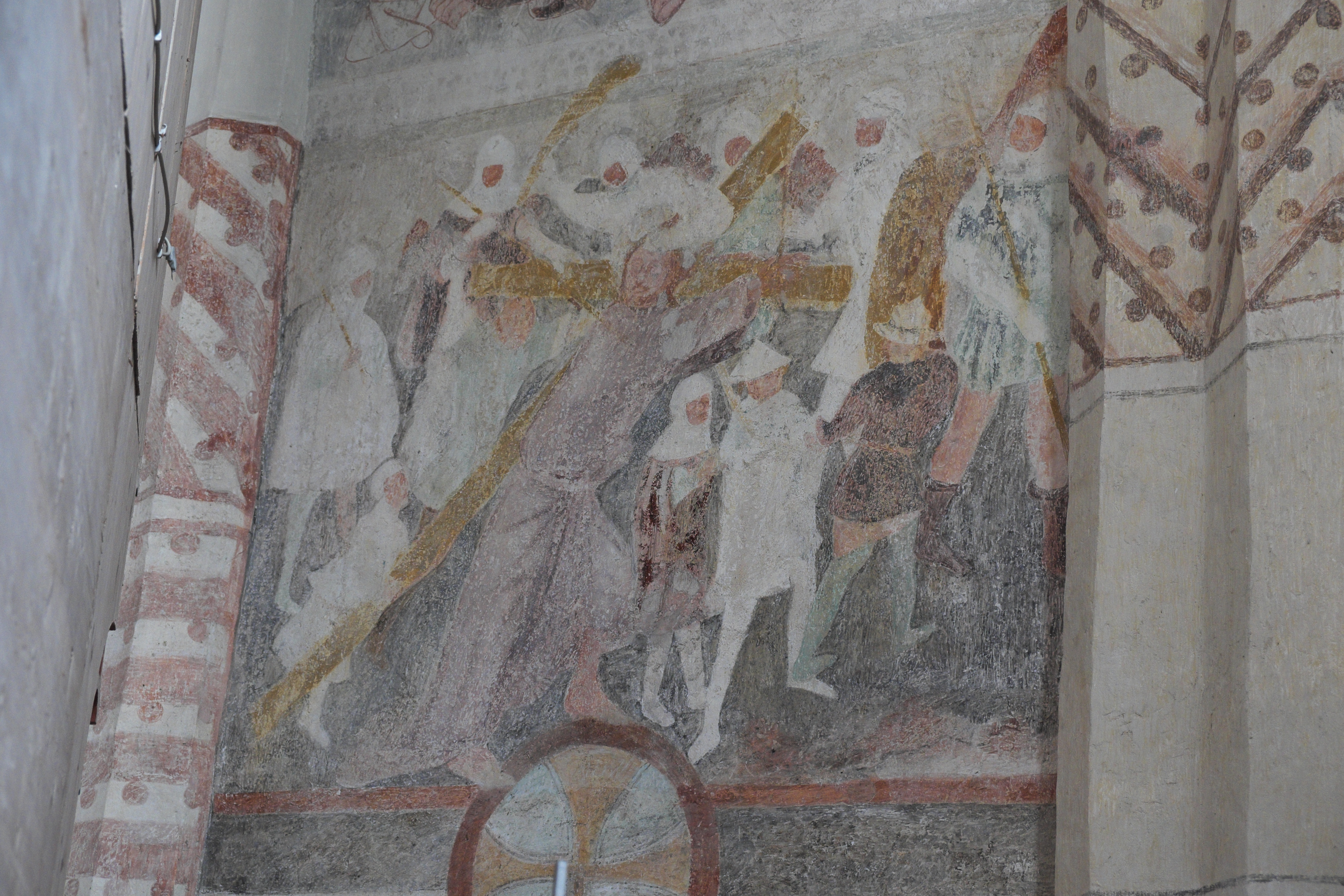
Jesus trägt das Kreuz
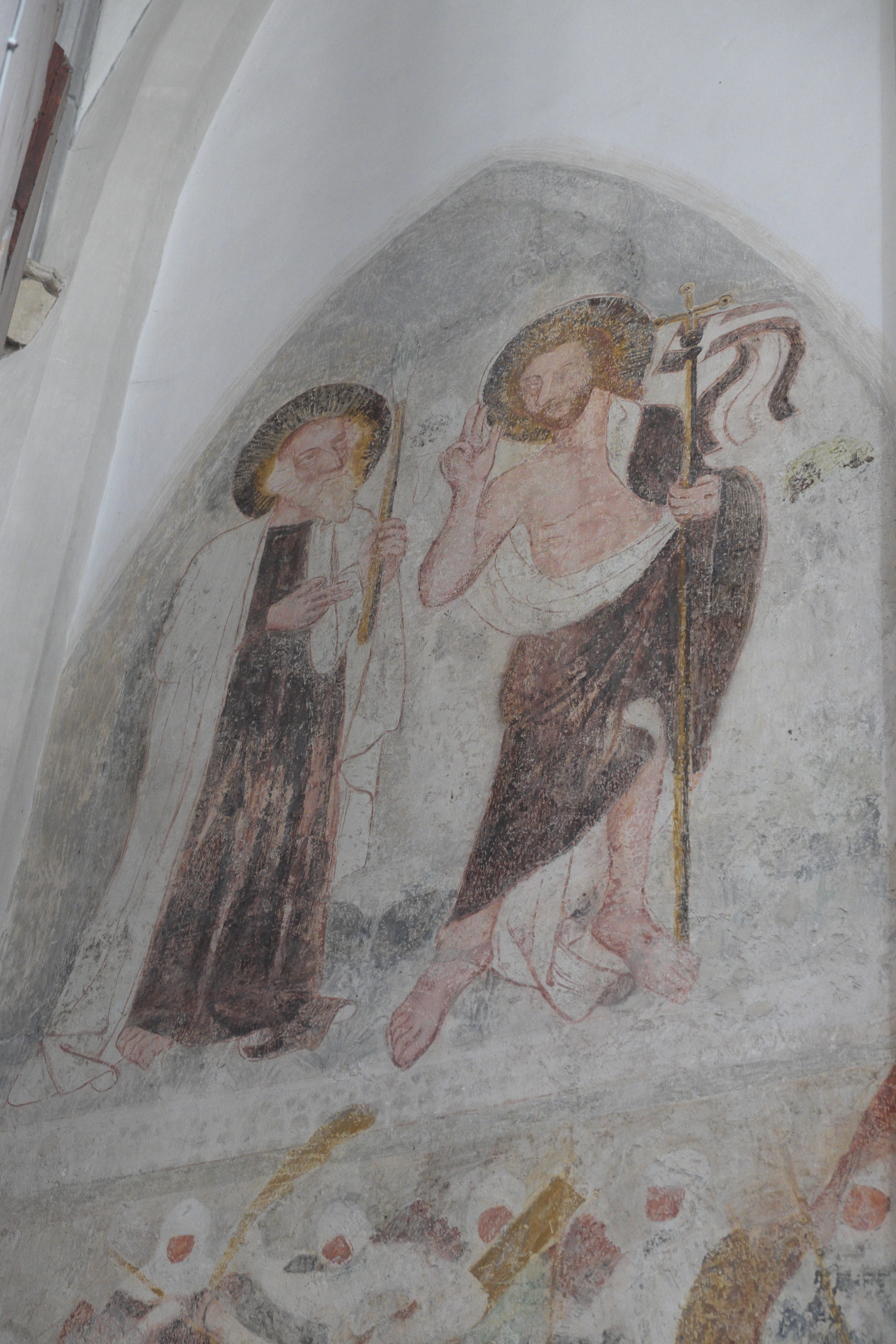
Jesus erscheint dem Apostel Thomas

Auf dem oberen Bildfeld über den Passionsszenen sind vier Apostel zu erkennen. Am rechten Pfeiler des Chorbogens ist eine überlebensgroße Darstellung des heiligen Christophorus erhalten.

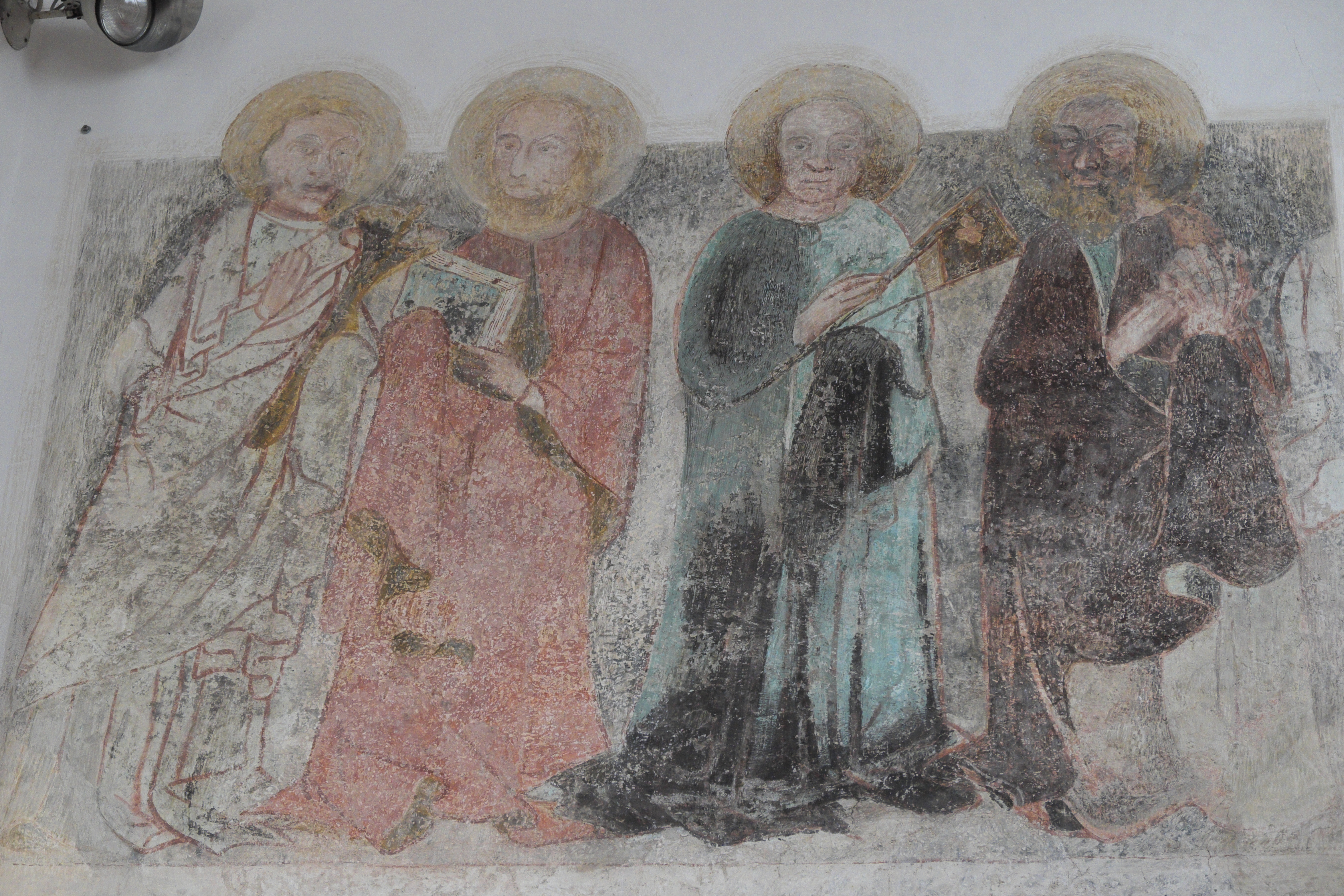
Apostel
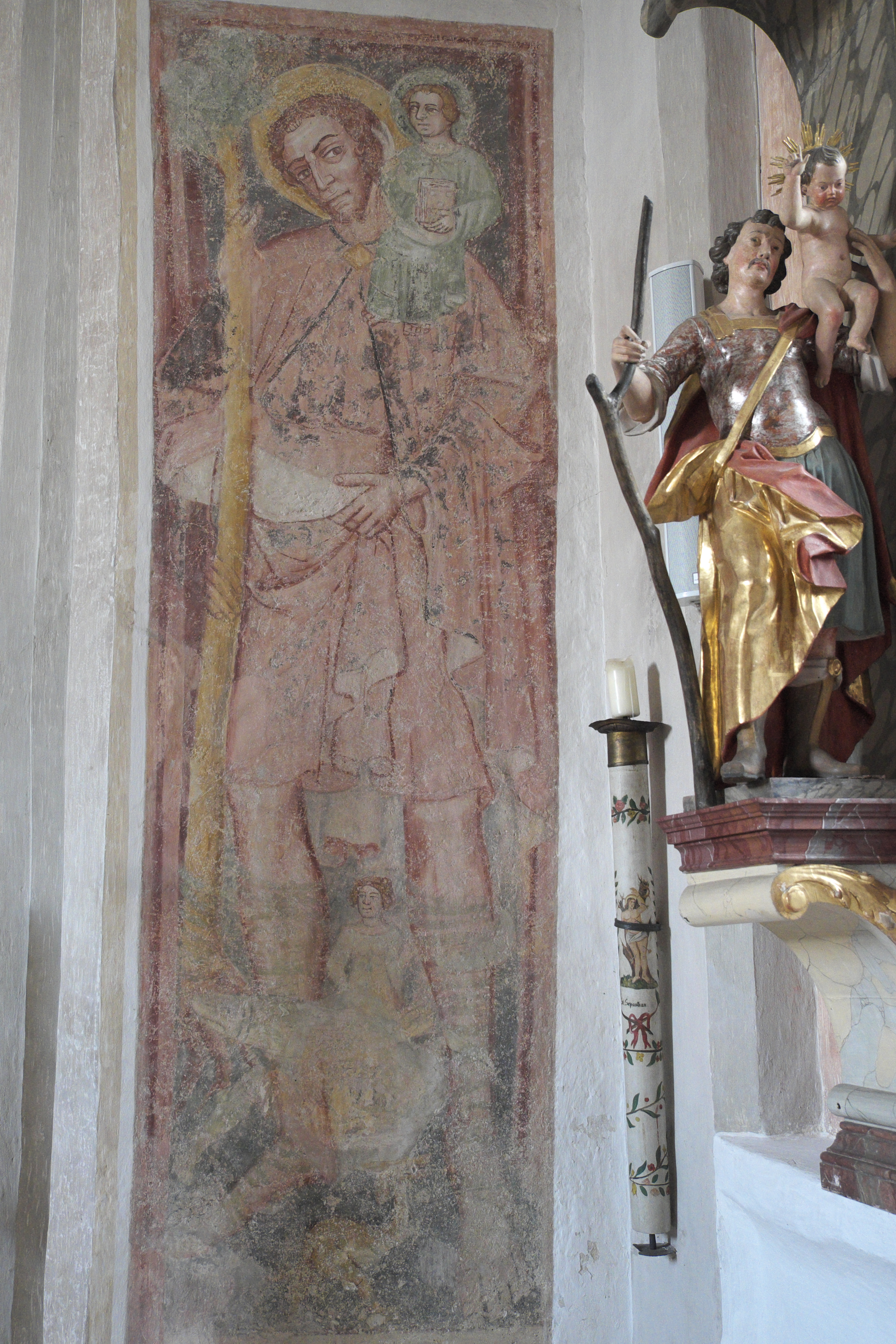
Heiliger Christophorus

## Ausstattung
- Der neugotische Hochaltar von 1862 enthält noch zwei frühere Figuren. Die Figur des heiligen Remigius, des Kirchenpatrons, wird um 1520/30 datiert, die Figur des heiligen Ulrich von Augsburg um 1470. Die Figur des heiligen Martin ist neugotisch.
- Die beiden Seitenaltäre stammen wie die Altarfiguren, links eine Mondsichelmadonna umgeben von der heiligen Barbara und der heiligen Odilia, rechts der heilige Sebastian umgeben vom heiligen Christophorus und dem heiligen Isidor von Madrid, aus der Zeit um 1730.
- Im Langhaus steht eine weitere Figur des heiligen Remigius aus barocker Zeit.
- Die farbig gefassten und teilvergoldeten Flachreliefs der Apostelpaare an den Langhauswänden sind Arbeiten aus der Zeit um 1510.

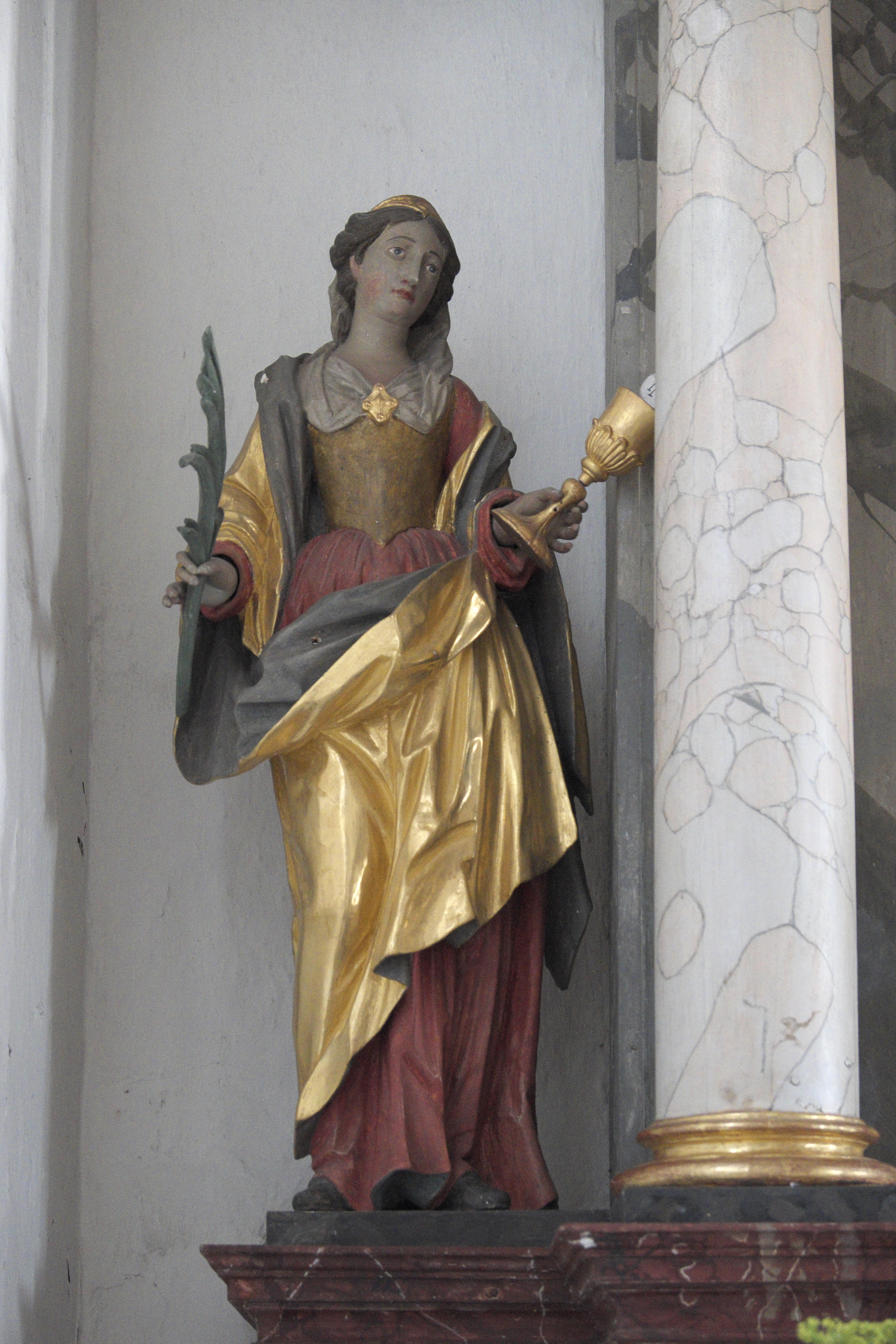
Heilige Barbara am linken Seitenaltar
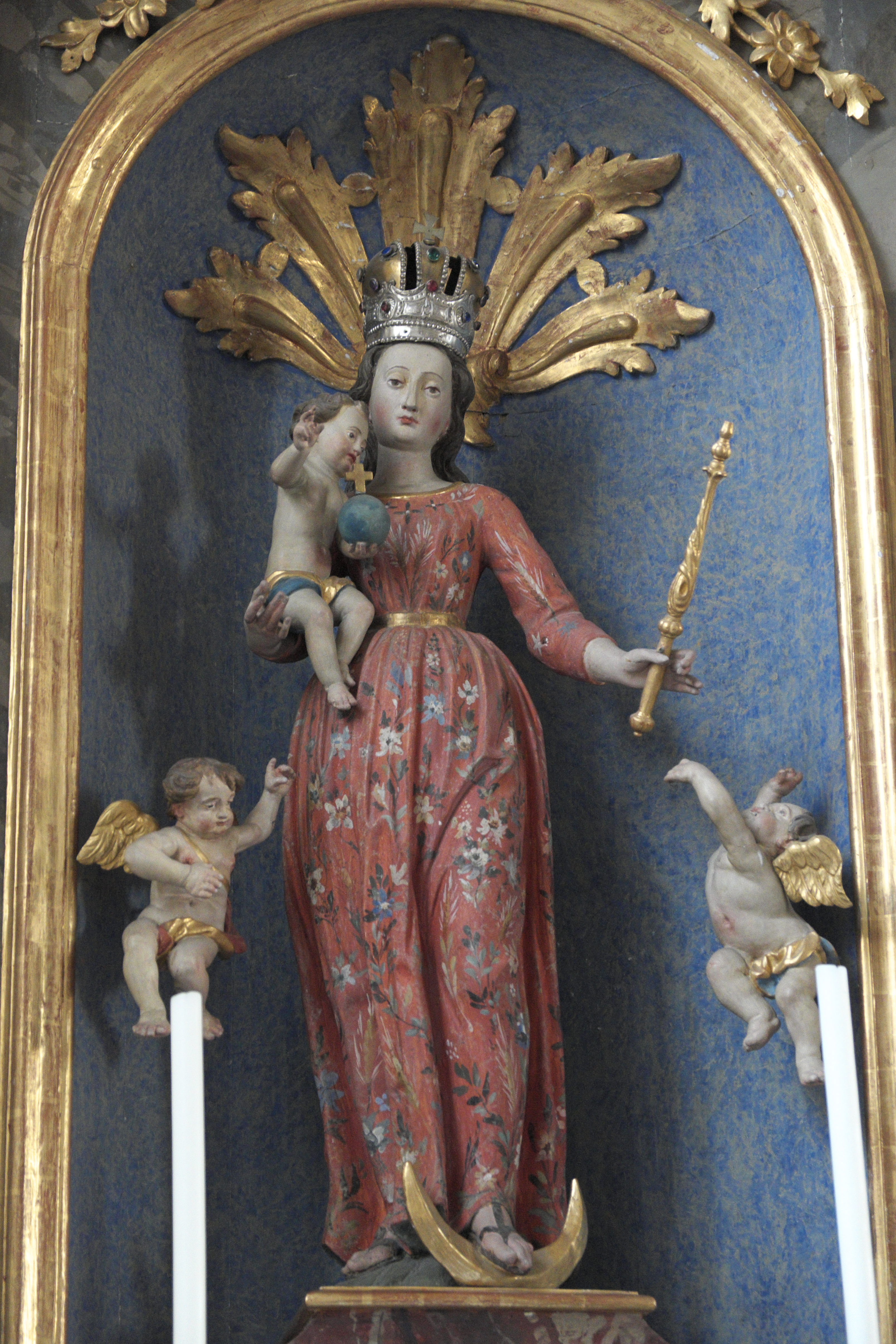
Mondsichelmadonna am linken Seitenaltar
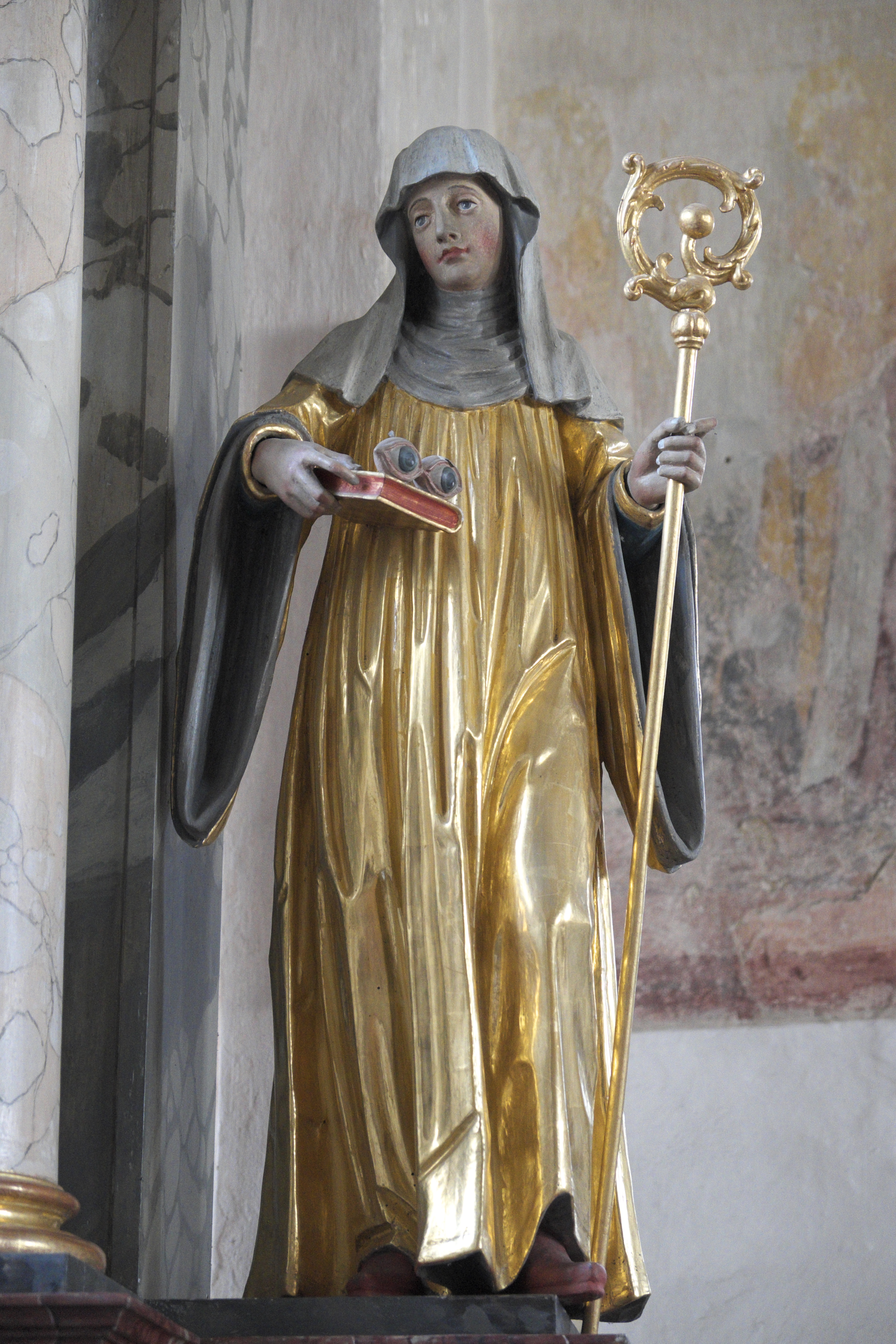
Heilige Odilia am linken Seitenaltar
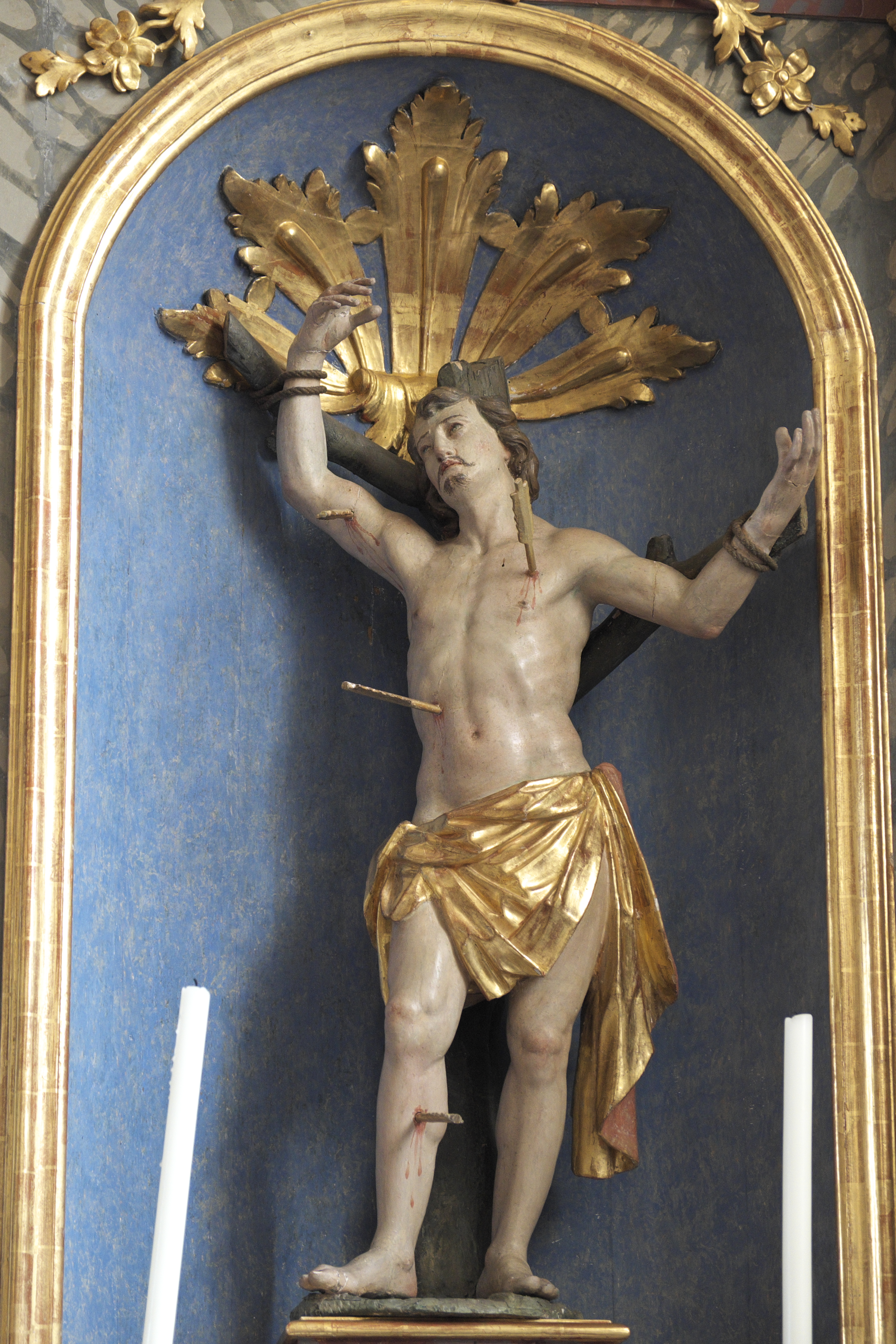
Heiliger Sebastian am rechten Seitenaltar
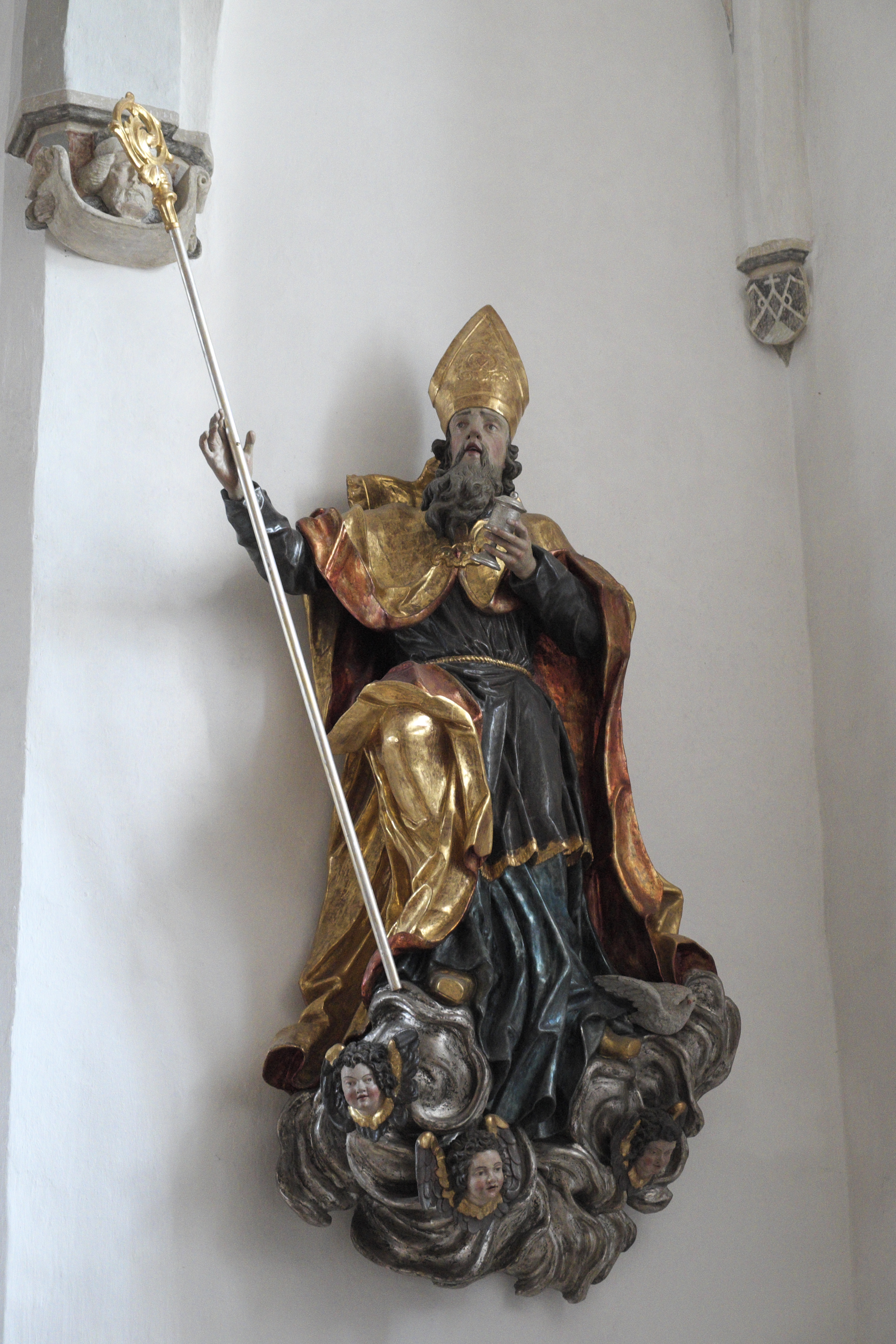
Heiliger Remigius
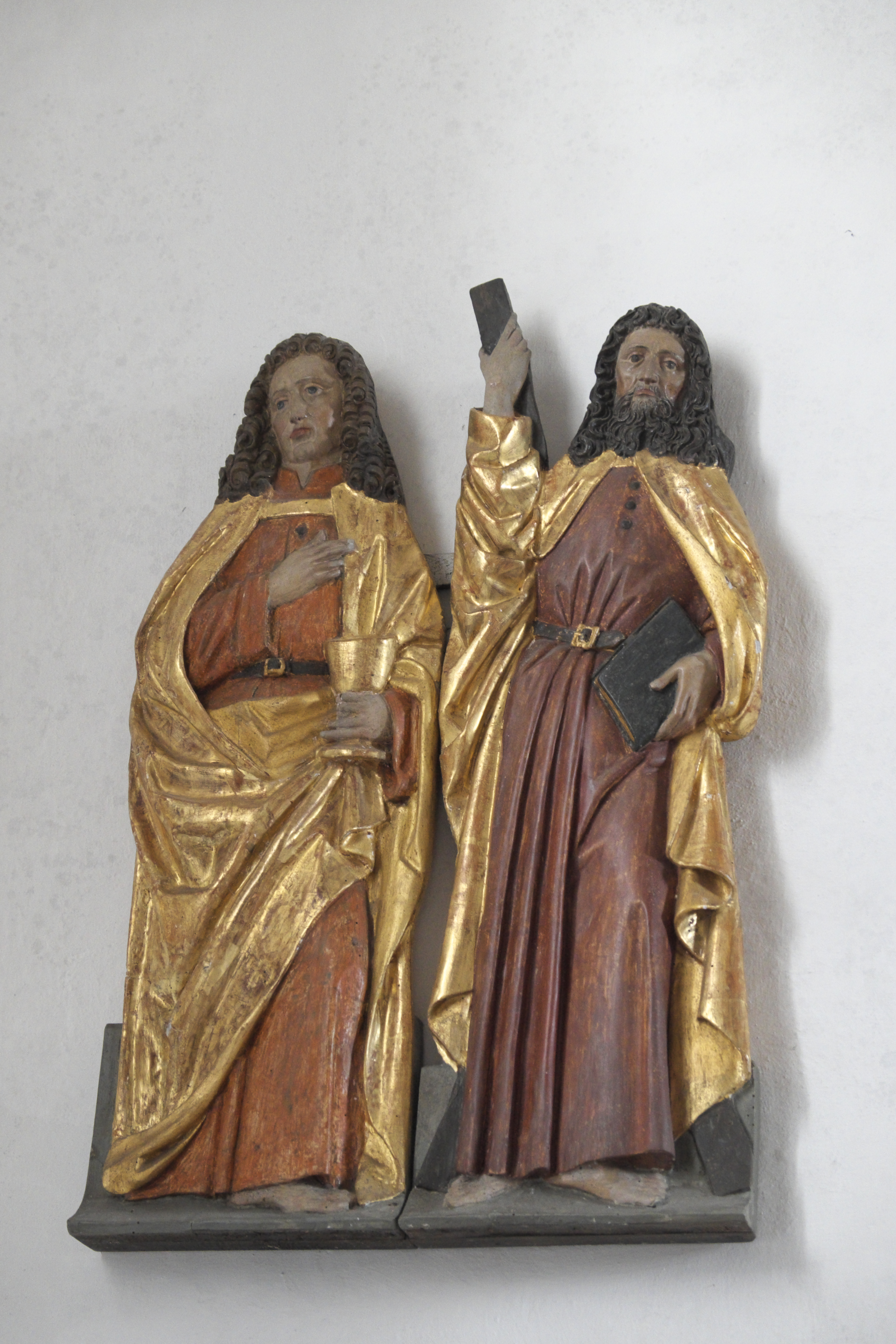
Flachreliefs der Apostel Johannes und Andreas

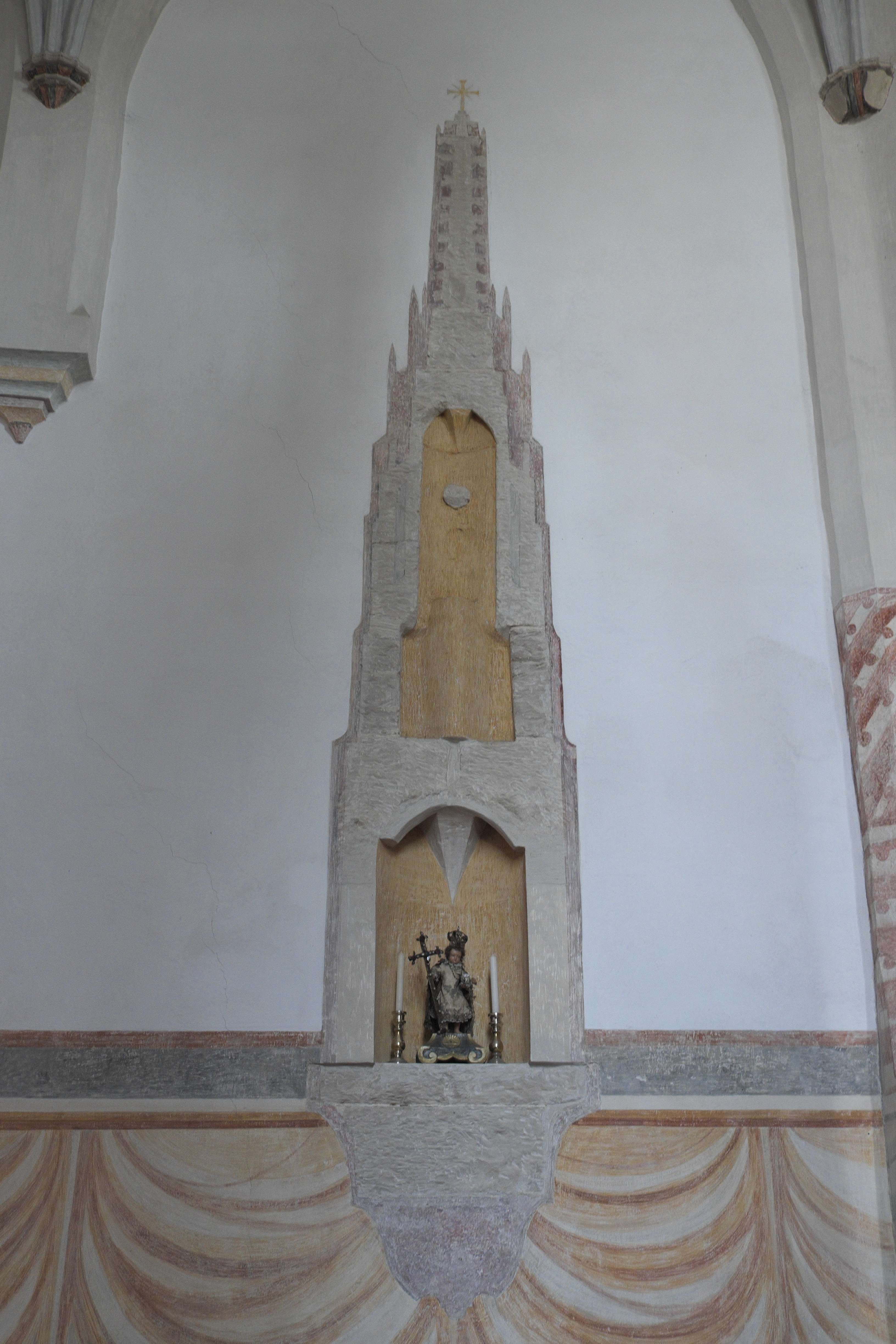
Sakramentshaus

## Sakramentshaus
- Im Chor sind gemalte und plastische Reste eines gotischen Sakramentshauses erhalten.